# رايان غوسلينغ
رايان غوسلينغ (بالإنجليزية: Ryan Gosling)‏ ممثل كندي من مواليد 12 نوفمبر 1980 في لندن بكندا، شارك في بطولة عدة أفلام ورُشح لجائزة الأوسكار. بدأ مسيرته المهنية ليكون طفلًا نجمًا في قناة ديزني في برنامج نادي ميكي ماوس (1993 – 1995) واستمر بعد ذلك من خلال ظهوره في برامج أخرى للترفيه العائلي منها هل تخشى الظلام؟ (1995) والقشعريرة (1996). لعب أول بطولة له بدور يهودي من النازيين الجدد في فيلم المؤمن 2001 وتابع بأدوار البطولة في العديد من الأفلام المستقلة منها القتل بالأرقام وحكم القاتل (2002) وولايات ليلاند المتحدة (2003). اكتسب غوسلينغ شهرة واسعة في عام 2004 بدوره الرئيسي في الفيلم الرومانسي الناجح دفتر الملاحظات. لعب دور شخصية مدرس مدمن على المخدرات  في فيلم نصف نيلسون (2006) وترشح على إثره لجائزة الأوسكار لأفضل ممثل، ومثل من بعدها دور شخص وحيد غير كفء اجتماعيًا في فيلم عام 2007 بعنوان لارس والفتاة الحقيقية. توقف عن التمثيل لمدة ثلاث سنوات واستأنف التمثيل من بعدها في الدراما الزوجية بعنوان عيد حب حزين 2011. شارك غوسلينغ في بطولة ثلاثة أفلام رئيسية في عام 2011 منها الكوميدي الرومانسي حب مجنون، أحمق والدراما السياسية بعنوان ايديس أوف مارش وفيلم الدراما والحركة قيادة. كانت انطلاقته الإخراجية في فيلم النهر الضائع الذي حظي بتقييمات سيئة في عام 2004. تمتع غوسلينغ بنجاح كبير عندما بدأ يمثل في العديد من الأفلام التي لاقت إعجاب النقاد منها فيلم النقد المالي ذا بيغ شورت (2015) والفيلم الموسيقي الرومانسي لا لا لاند (2016) الذي أكسبه جائزة الغولدن غلوب لأفضل ممثل في فيلم - موسيقي أو كوميدي وترشح للأوسكار للمرة الثانية. حظي بالمزيد من الإعجاب في فيلم الخيال العلمي بليد رانر 2049  في عام 2017 وفيلم أول رجل (2018).
أطلقت فرقته الموسيقية، التي حملت اسم ديد مانز بونز، أول ألبوم غنائي خاص بها، وقامت بجولات غنائية في أميركا الجنوبية في عام 2009. يُعتبر غوسلينغ شريكًا في مطعم «طاجن» وهو مطعم مغربي في بيفرلي هيلز كاليفورنيا. يتلقى غوسلينغ الدعم من منظمة بيتلا و«الأطفال الخفيون» و«مشروع كفا»، وسافر إلى تشاد وأوغندا وشرق الكونغو لنشر الوعي حول النزاعات في تلك المناطق. شارك غوسلينغ في جهود تهدف إلى الترويج للسلام في أفريقيا على مدار عقد كامل. جمعته علاقة بالممثلة الأميركية إيفا ميندز منذ عام 2011، وأنجبا ابنتين.

## الممثل الطفل (1993 – 1995)
في عام 1993 كان غوسلينغ بعمر الثانية عشر وحينها تقدم إلى اختبارات قبول تمثيلي في مونتريال لتجديد برنامج نادي ميكي ماوس الخاص بقناة ديزني. حصل على عقد مدته سنتين ليمثل دور فأر وانتقل إلى أورلاندو (فلوريدا). ظهر على الشاشة بوتيرة غير متكررة وذلك لاعتبار الأطفال الآخرين أكثر موهبة منه. على أي حال، وصف عمله هذا بأنه شكّل أفضل سنتين في حياته. أما زملاؤه في العمل فكانوا جاستن تمبرليك وبريتني سبيرز وكريستينا أغيليرا. اعترف غوسلينغ بأن هذه التجربة قد غرست فيهم «حس التركيز العالي». أصبح صديقًا مقربًا لتمبرليك على وجه الخصوص وعاشا مع بعضهما البعض لمدة ستة أشهر في العام الثاني من البرنامج. أصبحت والدة تمبرليك الوصية القانونية لغوسلينغ بعد أن عادت والدته إلى كندا لأسباب تتعلق بعملها. قال غوسلينغ إنه على الرغم من عدم بقائه على اتصال بتمبرليك لكنهما بقيا داعمين لبعضهما البعض. أُلغي البرنامج في عام 1995، وعاد غوسلينغ إلى كندا وهناك تابع ظهوره في مسلسلات تلفزيونية ترفيهية للأسرة منها هل تخشى الظلام؟ (1995) والقشعريرة (1996) ومثّل أيضًا في بريكر هاي (1997 – 98) بشخصية شون هانلون.

## نشأته
وُلِد رايان توماس غوسلينغ في لندن، أونتاريو في كندا، والده توماس راي غوسلينغ كان يعمل بائعا متنقلا، وأمه دونا سكرتيرة. ينحدر والديه من أصول كندية فرنسية إلى جانب الإنجليبزية والاسكتلندية والأيرلندية. ينتمي والديه إلى المورمونية، وقال غوسلينغ إن الدين أثر على حياتهما من جميع الجوانب. بسبب طبيعة عمل والده فقد تنقلوا كثيرا وعاش غوسلينغ في كل من كورنوال و بيرلينجتون. تطلق والديه عندما كان عمره 13 سنة، وعاش هو وأخته الكبيرة مع أمهما.

## أعماله

### الأفلام
| عنوان الفيلم                | عنوان الفيلم             | السنة | الدور             | ملاحظات                            |
| بالإنجليزية                 | بالعربية                 | السنة | الدور             | ملاحظات                            |
| --------------------------- | ------------------------ | ----- | ----------------- | ---------------------------------- |
| Frankenstein and Me         |                          | 1997  | كيني              |                                    |
| Remember the Titans         | تذكر الجبابرة            | 2000  | آلان بوزلي        |                                    |
| The Believer                |                          | 2001  | داني بالينت       |                                    |
| Murder by Numbers           | القتل بالأرقام           | 2002  | ريتشارد هيوود     |                                    |
| The Slaughter Rule          |                          | 2002  | روي تشوتني        |                                    |
| The United States of Leland |                          | 2003  | ليلاند فيتزجيرالد |                                    |
| The NoteBook                | دفتر الملاحظات           | 2004  | نوى كالهون        |                                    |
| Stay                        | إبقى                     | 2005  | هنري ليثام        |                                    |
| Half Nelson ‏                |                          | 2006  | دان دوني          |                                    |
| Fracture                    |                          | 2007  | ويلي بيتشوم       |                                    |
| Lars and the Real Girl      | لارس والفتاة الحقيقية    | 2007  | لارس ليندستورم    |                                    |
| Blue Valentine              | عيد حب حزين              | 2010  | دين بيريرا        | أيضا منتج تنفيذي                   |
| كل الأشياء الجيدة           |                          | 2010  | ديفيد ماركس       |                                    |
| Regeneration                |                          | 2010  | الراوي            | فيلم وثائقي; أيضا منتج             |
| Crazy, Stupid, Love         | حب مجنون، أحمق           | 2011  | جاكوب بالمر       |                                    |
| Drive                       | قيادة                    | 2011  | السائق            |                                    |
| The Ides of March           | ايديس أوف مارش           | 2011  | ستيفن مايرز       |                                    |
| The Place Beyond the Pines  | المكان خلف أشجار الصنوبر | 2012  | لوك غلانتون       |                                    |
| Gangster Squad              | فرقة العصابات            | 2013  | النقيب جيري ووترز |                                    |
| Only God Forgives           | الرب فقط من يغفر         | 2013  | جوليان            | أيضا منتج تنفيذي                   |
| White Shadow                | شبح أبيض                 | 2013  |                   | منتج تنفيذي                        |
| Lost River                  | نهر مفقود                | 2014  |                   | مخرج، مؤلف ومنتج                   |
| The Big Short               | ذا بيج شورت              | 2015  | جاريد فينت        |                                    |
| The Nice Guys               | الرجال اللطفاء           | 2016  | هولاند مارش       |                                    |
| La La Land                  | لا لا لاند               | 2016  | سيباستيان ويلدر   |                                    |
| Song to Song                |                          | 2017  | BV                |                                    |
| Blade Runner 2049           | بليد رانر 2049           | 2017  | Officer K         |                                    |
| أول رجل (فيلم)              |                          | 2018  | نيل آرمسترونغ     | في مرحلة ما بعد-الإنتاج، أيضا منتج |

## الترشيحات والجوائز

### جائزة الأوسكار
| السنة | العمل        | الفئة     | النتيجة | مراجع  |
| ----- | ------------ | --------- | ------- | ------ |
| 2006  | Half Nelson ‏ | أفضل ممثل | رُشِّح     | [ 23 ] |
| 2016  | لا لا لاند   | أفضل ممثل | رُشِّح     | [ 24 ] |

### جائزة الغولدن غلوب
| السنة | العمل                 | الفئة                             | النتيجة | مراجع  |
| ----- | --------------------- | --------------------------------- | ------- | ------ |
| 2007  | لارس والفتاة الحقيقية | أفضل ممثل - فيلم موسيقي أو كوميدي | رُشِّح     | [ 25 ] |
| 2010  | عيد حب حزين           | أفضل ممثل - فيلم دراما            | رُشِّح     | [ 26 ] |
| 2011  | ايديس أوف مارش        | أفضل ممثل - فيلم دراما            | رُشِّح     | [ 27 ] |
| 2011  | حب مجنون، أحمق        | أفضل ممثل - فيلم موسيقي أو كوميدي | رُشِّح     | [ 27 ] |
| 2016  | لا لا لاند            | أفضل ممثل - فيلم موسيقي أو كوميدي | فوز     | [ 28 ] |

## وصلات خارجية
- رايان غوسلينغ على موقع IMDb (الإنجليزية)
- رايان غوسلينغ على موقع ميتاكريتيك (الإنجليزية)
- رايان غوسلينغ على موقع الموسوعة البريطانية (الإنجليزية)
- رايان غوسلينغ على موقع روتن توميتوز (الإنجليزية)
- رايان غوسلينغ على موقع مونزينجر (الألمانية)
- رايان غوسلينغ على موقع قاعدة بيانات الأفلام العربية
- رايان غوسلينغ على موقع ألو سيني (الفرنسية)
- رايان غوسلينغ على موقع ميوزك برينز (الإنجليزية)
- رايان غوسلينغ على موقع تيرنر كلاسيك موفيز (الإنجليزية)
- رايان غوسلينغ على موقع أول موفي (الإنجليزية)